# Paweł Jasienica

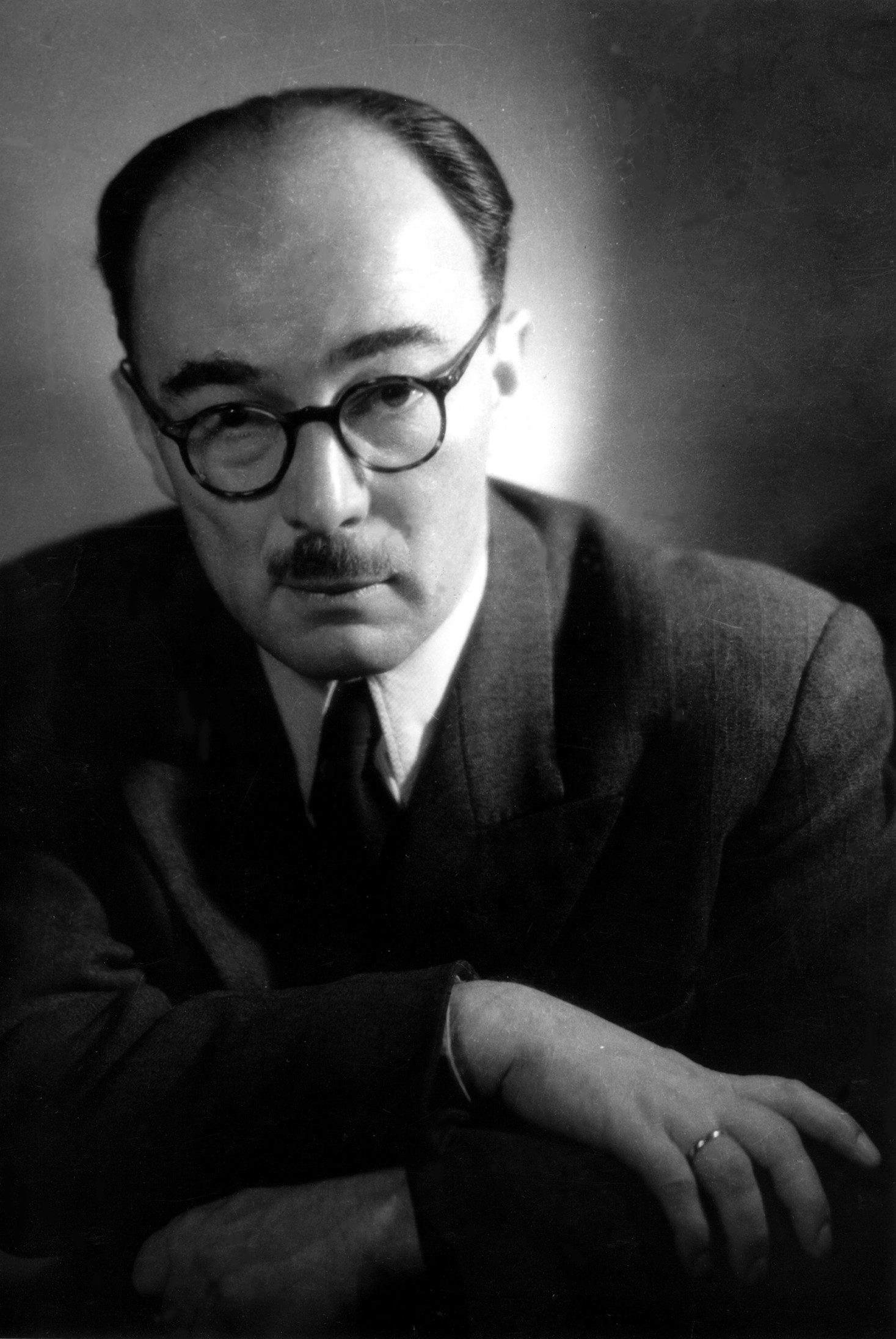
Paweł Jasienica, 1963

Paweł Jasienica, eigentlich Leon Lech Beynar (* 10. November 1909 in Simbirsk; † 16. August 1970 in Warschau) war ein polnischer Historiker, Schriftsteller und Widerstandskämpfer.

## Lebenslauf
Er wurde als Leon Lech Beynar im russischen Simbirsk geboren, im Jahre 1920 übersiedelte er mit seinen Eltern nach Polen. Im damals noch polnischen Vilnius besuchte er ein Gymnasium und studierte Geschichte.
Im Zweiten Weltkrieg schloss er sich der Heimatarmee in Vilnius an und kämpfte u. a. 1944 um die Befreiung seiner Heimatstadt. Nach der Besetzung Polens durch die Rote Armee setzte er seinen Kampf diesmal gegen die Kommunisten fort. Er wurde verletzt und fand die Unterschlupf bei einem katholischen Priester, bei dem er bis zur Genesung bleiben konnte. Dann begab er sich nach Krakau, wo er als Journalist von Tygodnik Powszechny tätig war. Im Jahre 1948 wurde er vom kommunistischen Sicherheitsamt verhaftet, dann aber dank der Unterstützung von Bolesław Piasecki freigelassen. Seine Beschattung durch das Sicherheitsamt dauerte aber seitdem lebenslang.

## Werke
Er wurde in Polen vor allem als Autor historischer Essays wie Polska Piastów (Piasten-Polen), Polska Jagiellonów (Jagiellonen-Polen) und Rzeczpospolita Obojga Narodów (Polen-Litauen) bekannt.

## Auszeichnungen
- Großkreuz Polonia Restituta (2007)[1]